# Nicolet (Québec)
Nicolet ist eine Stadt (ville) und Hauptort der MRC Nicolet-Yamaska im Süden der kanadischen Provinz Québec.
Der Ort, 15 km südwestlich von Trois-Rivières unweit der Mündung des Rivière Nicolet in den Sankt-Lorenz-Strom gelegen, verdankt seinen Namen dem französischen Entdecker Jean Nicolet.
Seit 1885 ist Nicolet Sitz des katholischen Bistums Nicolet. Die Kathedrale Saint-Jean-Baptiste ist bereits die fünfte Bischofskirche und entstand in den Jahren 1961 bis 1963.

## Persönlichkeiten
- Georges Beauchemin (1891–1957), Sänger
- Juliette Béliveau (1889–1975), Schauspielerin
- Jean-Charles Chapais (1811–1885), Politiker
- André Gazaille (* 1946), Bischof
- Raymond Saint-Gelais (* 1936), Bischof
- Lucien Daveluy (1892–1975), Komponist